# Deutsche Feldhandball-Meisterschaft 1934/35
Die Deutsche Feldhandball-Meisterschaft 1934/35 war die 15. deutsche Feldhandball-Meisterschaft. Erneut qualifizierten sich die Sieger der 16 bestehenden Handball-Gauligen für die Endrunde. Die Vorrunde wurde erstmals im Rundenturnier in vier Gruppen mit je vier Teilnehmern ausgespielt. Die vier Gruppensieger spielten dann im K.-o.-System den Feldhandballmeister aus. Durch ein 10:8-Erfolg im Finale über den MSV Hindenburg Minden sicherte sich der Polizei SV Magdeburg zum ersten Mal die Meisterschaft.

## Teilnehmer an der Endrunde
| Verein                      | Qualifiziert als                           |
| --------------------------- | ------------------------------------------ |
| MSV Hindenburg Bischofsburg | Meister der Gauliga I Ostpreußen           |
| MSV Greif Stettin           | Meister der Gauliga II Pommern             |
| Polizei SV Berlin           | Meister der Gauliga III Berlin-Brandenburg |
| Post SV Oppeln              | Meister der Gauliga IV Schlesien           |
| Sportfreunde Leipzig        | Meister der Gauliga V Sachsen              |
| Polizei SV Magdeburg        | Meister der Gauliga VI Mitte               |
| SV Polizei Hamburg          | Meister der Gauliga VII Nordmark           |
| Polizei SV Hannover         | Meister der Gauliga VIII Niedersachsen     |
| MSV Hindenburg Minden       | Meister der Gauliga IX Westfalen           |
| RSV Mülheim                 | Meister der Gauliga X Niederrhein          |
| TV 02 Siegburg-Mülldorf     | Meister der Gauliga XI Mittelrhein         |
| CT 1844 Kassel              | Meister der Gauliga XII Hessen             |
| SV Darmstadt 98             | Meister der Gauliga XIII Südwest           |
| SV Waldhof Mannheim         | Meister der Gauliga XIV Baden              |
| Turnerbund Göppingen        | Meister der Gauliga XV Württemberg         |
| SpVgg Fürth                 | Meister der Gauliga XVI Bayern             |

## Vorrunde

### Gruppe 1
| Pl. | Verein                      | Sp. | S | U | N | Tore    | Diff. | Punkte |
| --- | --------------------------- | --- | - | - | - | ------- | ----- | ------ |
| 1.  | Polizei SV Magdeburg        | 3   | 3 | 0 | 0 | 065:110 | +54   | 06:00  |
| 2.  | Polizei SV Berlin           | 3   | 2 | 0 | 1 | 030:320 | −2    | 04:20  |
| 3.  | MSV Hindenburg Bischofsburg | 3   | 1 | 0 | 2 | 018:420 | −24   | 02:40  |
| 4.  | MSV Greif Stettin           | 3   | 0 | 0 | 3 | 011:390 | −28   | 00:60  |

### Gruppe 2
| Pl. | Verein               | Sp. | S | U | N | Tore    | Diff. | Punkte |
| --- | -------------------- | --- | - | - | - | ------- | ----- | ------ |
| 1.  | Sportfreunde Leipzig | 3   | 3 | 0 | 0 | 028:180 | +10   | 06:00  |
| 2.  | Post SV Oppeln       | 3   | 1 | 1 | 1 | 022:210 | +1    | 03:30  |
| 3.  | SpVgg Fürth          | 3   | 0 | 2 | 1 | 016:230 | −7    | 02:40  |
| 4.  | CT 1844 Kassel       | 3   | 0 | 1 | 2 | 022:260 | −4    | 01:50  |

### Gruppe 3
| Pl. | Verein                  | Sp. | S | U | N | Tore    | Diff. | Punkte |
| --- | ----------------------- | --- | - | - | - | ------- | ----- | ------ |
| 1.  | SV Waldhof Mannheim     | 3   | 3 | 0 | 0 | 026:120 | +14   | 06:00  |
| 2.  | Polizei SV Hannover     | 3   | 2 | 0 | 1 | 023:210 | +2    | 04:20  |
| 3.  | TV 02 Siegburg-Mülldorf | 3   | 1 | 0 | 2 | 019:250 | −6    | 02:40  |
| 4.  | Turnerbund Göppingen    | 3   | 0 | 0 | 3 | 022:320 | −10   | 00:60  |

### Gruppe 4
| Pl. | Verein                | Sp. | S | U | N | Tore    | Diff. | Punkte |
| --- | --------------------- | --- | - | - | - | ------- | ----- | ------ |
| 1.  | MSV Hindenburg Minden | 3   | 3 | 0 | 0 | 024:100 | +14   | 06:00  |
| 2.  | SV Darmstadt 98       | 3   | 2 | 0 | 1 | 025:250 | ±0    | 04:20  |
| 3.  | RSV Mülheim           | 3   | 1 | 0 | 2 | 025:300 | −5    | 02:40  |
| 4.  | SV Polizei Hamburg    | 3   | 0 | 0 | 3 | 017:260 | −9    | 00:60  |

## Halbfinale
| Datum        |                      | Ergebnis |                       |
| ------------ | -------------------- | -------- | --------------------- |
| 26. Mai 1935 | Polizei SV Magdeburg | 5:3      | SV Waldhof Mannheim   |
| 26. Mai 1935 | Sportfreunde Leipzig | 7:8      | MSV Hindenburg Minden |

## Finale
| Polizei SV Magdeburg | Polizei SV Magdeburg | MSV Hindenburg Minden | MSV Hindenburg Minden |
| Flagge nicht bekannt | 16. Juni 1935 in Stuttgart (Adolf-Hitler-Kampfbahn) Ergebnis: 10:8 (3:4) Zuschauer: 20.000 Schiedsrichter: Schauermann (Frankfurt) | 16. Juni 1935 in Stuttgart (Adolf-Hitler-Kampfbahn) Ergebnis: 10:8 (3:4) Zuschauer: 20.000 Schiedsrichter: Schauermann (Frankfurt) | Flagge nicht bekannt  |
| Flagge nicht bekannt | Säuberlich – Knackmuß, Wohlfahrt, Krause, Schröder, Kunze, Balke, Schüler, Böttcher, Alfred Klingler, Stahr                        | Heinz Körvers – Reintgers, Knautz, Topp, Küter, Schmitz, Roß I, Möller, Werner Röttger, Strack, Roß II                             | Flagge nicht bekannt  |